# Norsk biografisk leksikon
Il Norsk biografisk leksikon è il maggiore dizionario biografico norvegese.

## Storia
La prima edizione (NBL1) fu pubblicata tra il 1921 e il 1983, includeva 19 volumi e 5.100 voci. Fu pubblicata da Aschehoug con il supporto finanziario da parte dello stato norvegese.
Kunnskapsforlaget comprò i diritti per il NBL1 da Aschehoug nel 1995 e, dopo una fase pre-progettuale negli anni 1996-97, nel 1998 iniziarono le attività per la realizzazione di una nuova edizione.
Il progetto ottenne il supporto finanziario dalla Fritt Ord Foundation e dal Ministero della Cultura norvegese; la seconda edizione (NBL2) fu lanciata negli anni 1999-2005, includeva 10 volumi e circa 5.700 articoli.
Nel 2006, si intraprese il lavoro per la realizzazione di un'edizione elettronica del NBL2, con il supporto delle medesime istituzioni.
Nel 2009, Kunnskapsforlaget pubblicò un'edizione Internet ad accesso gratuito, unitamente allo Store norske leksikon di utilità generale.

## Elenco dei volumi

### Prima edizione
Di seguito si riporta l'elenco dei volumi della prima edizione del Norsk biografisk leksikon.
- Volume 1: Aabel–Bjørnson. Pubblicato nel 1923
- Volume 2: Bjørnstad–Christian Frederik. Pubblicato nel 1925
- Volume 3: Christiansen–Eyvind Urarhorn. Pubblicato nel 1926
- Volume 4: Fabricius–Grodtschilling. Pubblicato nel 1929
- Volume 5: Grosch–Helkand. Pubblicato nel 1931
- Volume 6: Helland–Lars Jensen. Pubblicato nel 1934
- Volume 7: Lars O. Jensen–Krefting. Pubblicato nel 1936
- Volume 8: Kristensen–Løwenhielm. Pubblicato nel 1938
- Volume 9: Madsen–Nansen. Pubblicato nel 1940
- Volume 10: Narve–Harald C. Pedersen. Pubblicato nel 1949
- Volume 11: Oscar Pedersen–Ross. Pubblicato nel 1952
- Volume 12: Rosseland–Schult. Pubblicato nel 1954
- Volume 13: Schultz–Skramstad. Pubblicato nel 1958
- Volume 14: Skredsvig–Stenersen. Pubblicato nel 1962
- Volume 15: Stensaker–Sørbrøden. Pubblicato nel 1966
- Volume 16: Sørensen–Alf Torp. Pubblicato nel 1969
- Volume 17: Eivind Torp–Vidnes. Pubblicato nel 1975
- Volume 18: Vig–Henrik Wergeland. Pubblicato nel 1977
- Volume 19: N. Wergeland–Øyen. Pubblicato nel 1983

### Seconda edizione
Si riporta l'elenco dei volumi della seconda edizione del Norsk biografisk leksikon.
- Volume 1: Abel–Bruusgaard. Pubblicato nel 1999
- Volume 2: Bry–Ernø. Pubblicato nel 2000
- Volume 3: Escholt–Halvdan. Pubblicato nel 2001
- Volume 4: Halvorsen–Ibsen. Pubblicato nel 2001
- Volume 5: Ihlen–Larsson. Pubblicato nel 2002
- Volume 6: Lassen–Nitter. Pubblicato nel 2003
- Volume 7: Njøs–Samuelsen. Pubblicato nel 2003
- Volume 8: Sand–Sundquist. Pubblicato nel 2004
- Volume 9: Sundt–Wikborg. Pubblicato nel 2005
- Volume 10: Wilberg–Aavik, plus extra material. Pubblicato nel 2005